# Penang
Penang, resp. Pinang (malajsky Pulau Pinang; „pulau“ – ostrov, „pinang“ – areková palma), je malajsijský ostrov u severozápadního pobřeží Malajského poloostrova. Jde i o název stejnojmenného státu, který kromě hlavního ostrova zahrnuje i další menší ostrovy a území na pevnině. Penang je znám zejména svým kulturním dědictvím, v němž se mísí malajské, čínské, indické, ale i bývalé evropské koloniální vlivy.

## Historie
Prvními obyvateli Penangu byli Semangové (Negritové), kteří žili nomádským způsobem života a živili se lovem a sběrem.
Archeologické nálezy z neolitického období jsou zhruba 5 tisíc let staré.
Nejstarší doložené užití pojmenování "Ostrov Penang" (Ping-lang-yu) je v opisech čínských námořních map dynastie Ming, které pochází z počátku 15. století.
V 16. století se na ostrově zastavovali Portugalci, kteří ostrovu říkali Pulo Pinaom. Doplňovali zde pitnou vodu na svých obchodních cestách z Goy na Dálný východ.
Poloha ostrova na severním konci Malackého průlivu byla strategická, nabízela výhodné a bezpečné kotviště v monzunovém období. Toho využívali arabští, indičtí, čínští a evropští mořeplavci. Tato skutečnost ale byla velmi lákavá i pro piráty. Jedním z prvních Angličanů, který se dostal na Penang, byl v roce 1592 James Lancaster. Ten měl, podobně jako Francis Drake, svou kořistnickou činnost na moři posvěcenou přímo od královny Alžběty.

### Britský kolonialismus
Sultanát Kedah vlastnil ostrov Penang až do roku 1786, kdy byl předán Britské Východoindické společnosti výměnou za očekávanou vojenskou ochranu proti hrozbě invaze ze strany siamské a barmské armády. Správou ostrova byl pověřen kapitán Francis Light, ostrov byl přejmenován na Prince of Wales Island. Penang byl pro Brity prvním získaným územím z tehdy existujících malajských států a geopolitický úspěch tohoto zisku spočíval v rozšíření britského vlivu na úkor vzrůstajících koloniálních ambicí Francie. Politika následujícího období byla založena na podpoře volného obchodu, který měl jednak eliminovat konkurenci nizozemské Východní Indie a jednak přilákat nové osadníky, mezi kterými bylo mnoho Číňanů.
Od roku 1826 byl Penang spolu s Malakkou a Singapurem součástí britské kolonie Průlivové osady.

#### První a druhá světová válka
Pro Penang byl nejvýznamnějším dnem první světové války zřejmě 28. říjen 1914, kdy se u jeho břehů odehrála bitva, ve které německý křižník SMS Emden přepadl a potopil křižník a torpédoborec Trojdohody. Na počátku druhé světové války v Pacifiku bylo evropské obyvatelstvo evakuováno, britské jednotky se stáhly k Singapuru a 17. prosince 1941 byl Penang obsazen Japonci, pod jejichž nadvládou zůstal až do konce války. Obyvatelé Penangu byli vystaveni brutální japonské nadvládě a prestiž Britů u místních obyvatel poněkud utrpěla. Poněkud méně známou skutečností je to, že se tu během války nacházela základna německých ponorek, německému námořnictvu se díky tomu lépe zpřístupnil Indický, ale i Tichý oceán.

### Malajsijská samostatnost
Ve dvou dekádách následujících po druhé světové válce probíhal postupný proces dekolonizace. V roce 1957 byl Penang součástí nově vzniklé a nezávislé Persekutuan Tanah Melayu (Federation of Melaya), která se v roce 1963 začala označovat jako Malaysia.
První most s pevninou byl dokončen v roce 1985, druhý v roce 2013.

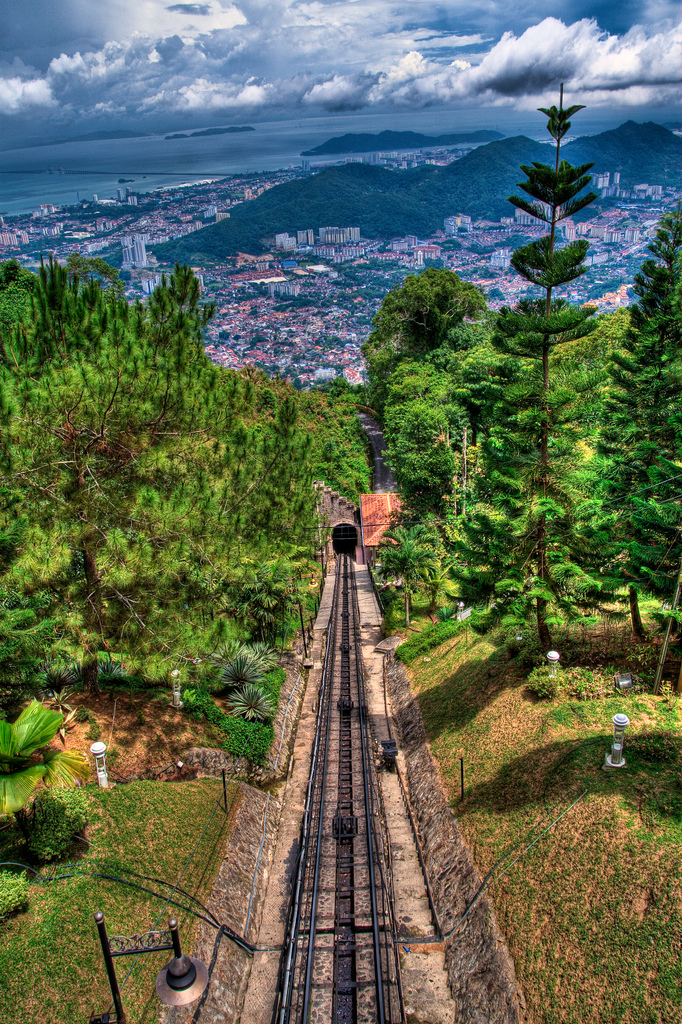
Lanovka na Penang Hill

Dědictvím bohaté koloniální a obchodní historie Penangu je etnická a kulturní pestrost, patrná v mnoha oborech lidské činnosti. Pro svou historickou významnost byl George Town (spolu s Malakkou) v roce 2008 přidán do seznamu světového dědictví UNESCO.

## Geografie
Stát Penang se skládá z ostrova Penang (293 km²) a z pevninské části, označované jako Seberang Perai (753 km²). Šířka průlivu je v nejužším místě zhruba 3 km. Na ostrově Penang se nachází dva okresy, zatímco pevninská část se skládá ze tří okresů (viz mapa v galerii). Největší město na pevnině se jmenuje Butterworth. Nejvyšší vrchol státu Penang Hill (833 m) se nachází v kopcovitém a zalesněném vnitrozemí ostrova.

### Klima
Tak jako jiné oblasti Malajsie, také Penang má ekvatoriální podnebí. Teplota se celoročně pohybuje mezi 30–32 °C v průběhu dne a v noci klesá ke 25–23 °C. Srážky jsou celoroční, nejvyšší v září a říjnu, nejnižší mezi prosincem a únorem. Roční úhrn srážek je 2670 mm. Vzhledem k blízkosti ostrova Sumatry a dalších částí Indonésie se můžeme setkat se zhoršenou viditelností, související s vypalováním pralesů.

### Etnické složení
Podle údajů z roku 2010 je etnická skladba následující: Číňané 45,6 %, Malajci 43,6 %, Indové 10,4 %, ostatní 0,4 %. Penang má podle odhadů asi 70 – 80 tisíc přistěhovalců z chudších zemí jihovýchodní Asie (levná pracovní síla), což je v souladu s historickou kosmopolitní tradicí Penangu.

### Náboženství
Údaje z roku 2010: 45 % muslimové, 36 % buddhisté, 9 % hinduisté, 5 % křesťané, 4,6 % taoisté či jiné čínské náboženství, 1 % vyznavači jiného náboženství, 0,4 % bez vyznání.

## Turismus
V roce 2009 navštívilo Penang 5,96 miliónu turistů, z čehož polovina byli návštěvníci ze zahraničí. Lákají je pláže, místní jídlo a bohatá historie. Důkazem bohatého kulturního dědictví je množství stavebních památek světského i náboženského charakteru, kulturní pestrost se zrcadlí též v množství festivalů, které zde mohou návštěvníci v průběhu roku zažít. Vnitrozemí ostrova není zastavěné, je zalesněné a kopcovité, na severozápadním cípu ostrova se nachází Národní park Penang. Chutná a pestrá kuchyně Penangu je celosvětově proslulá a dobře dostupná.

## Galerie

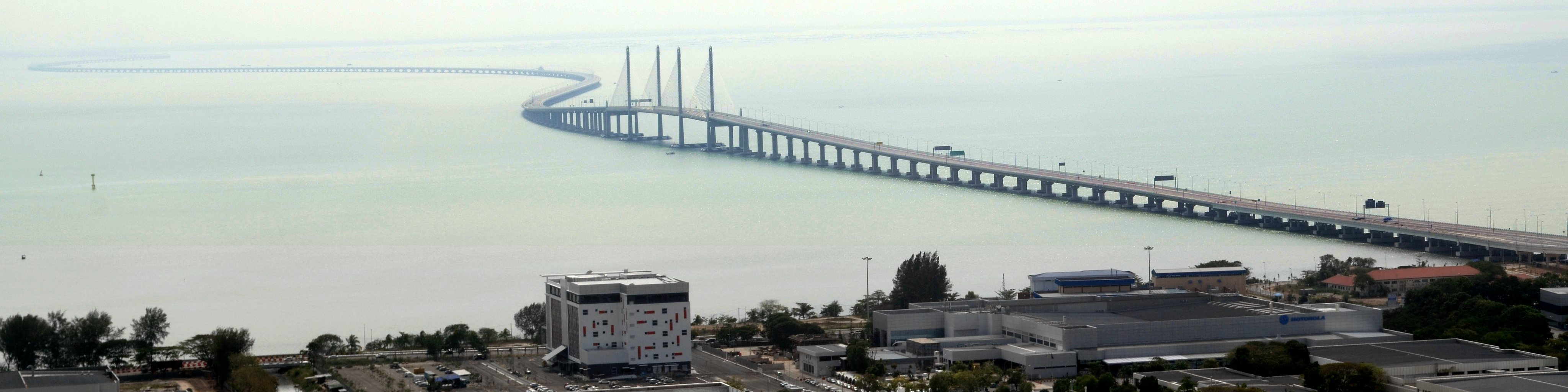
Penang Second Bridge (malajsky: Jambatan Sultan Abdul Halim Muadzam Shah nebo Jambatan Kedua Pulau Pinang) je v současnosti jedním z nejdelších mostů v jihovýchodní Asii

Mapa Penangu
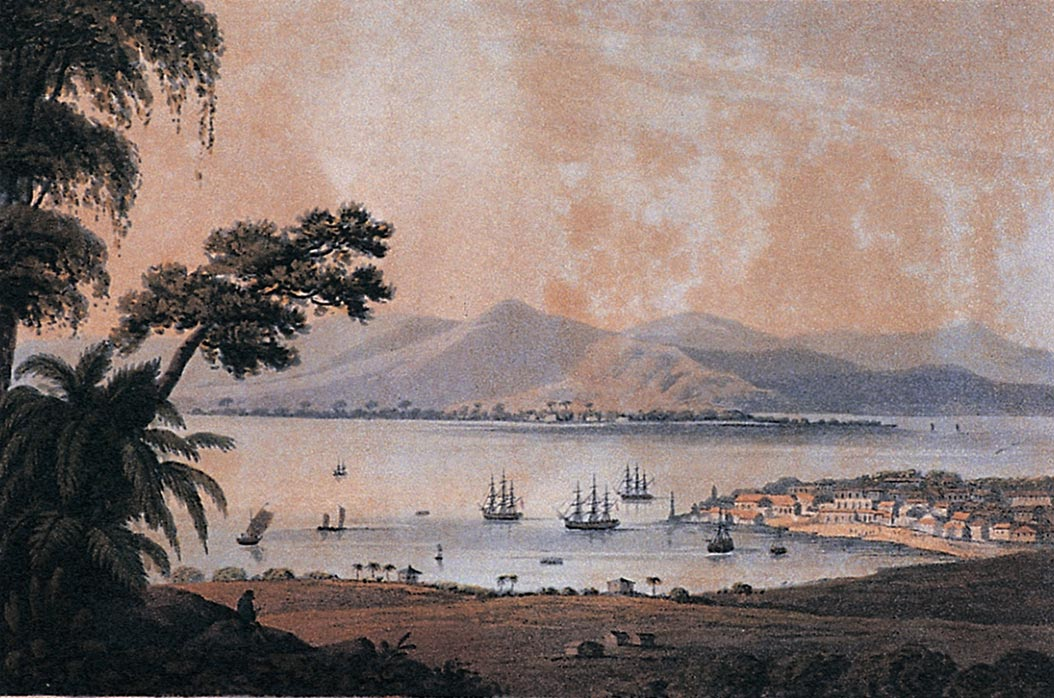
George Town, rok 1814
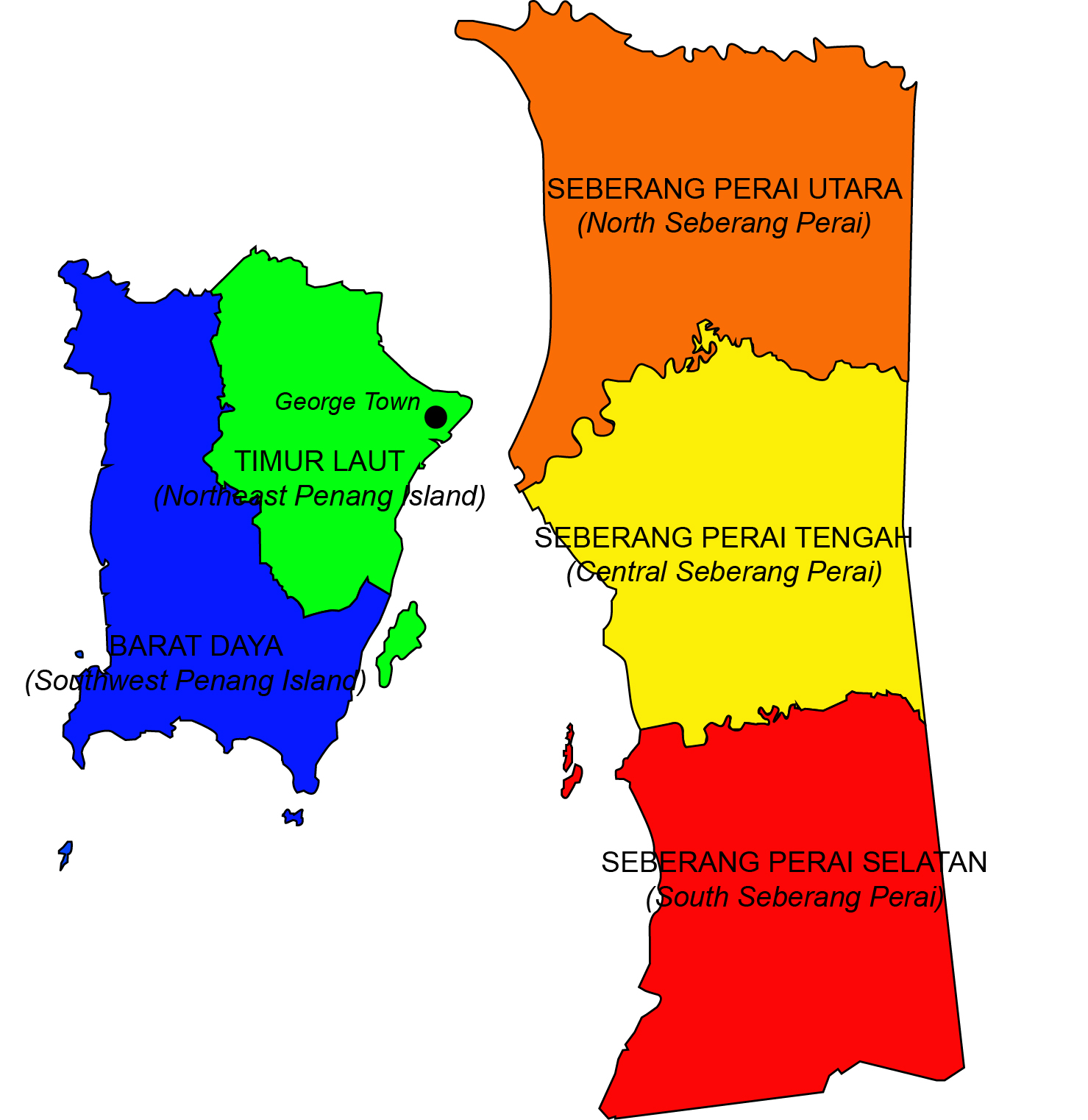
Okresy Penangu
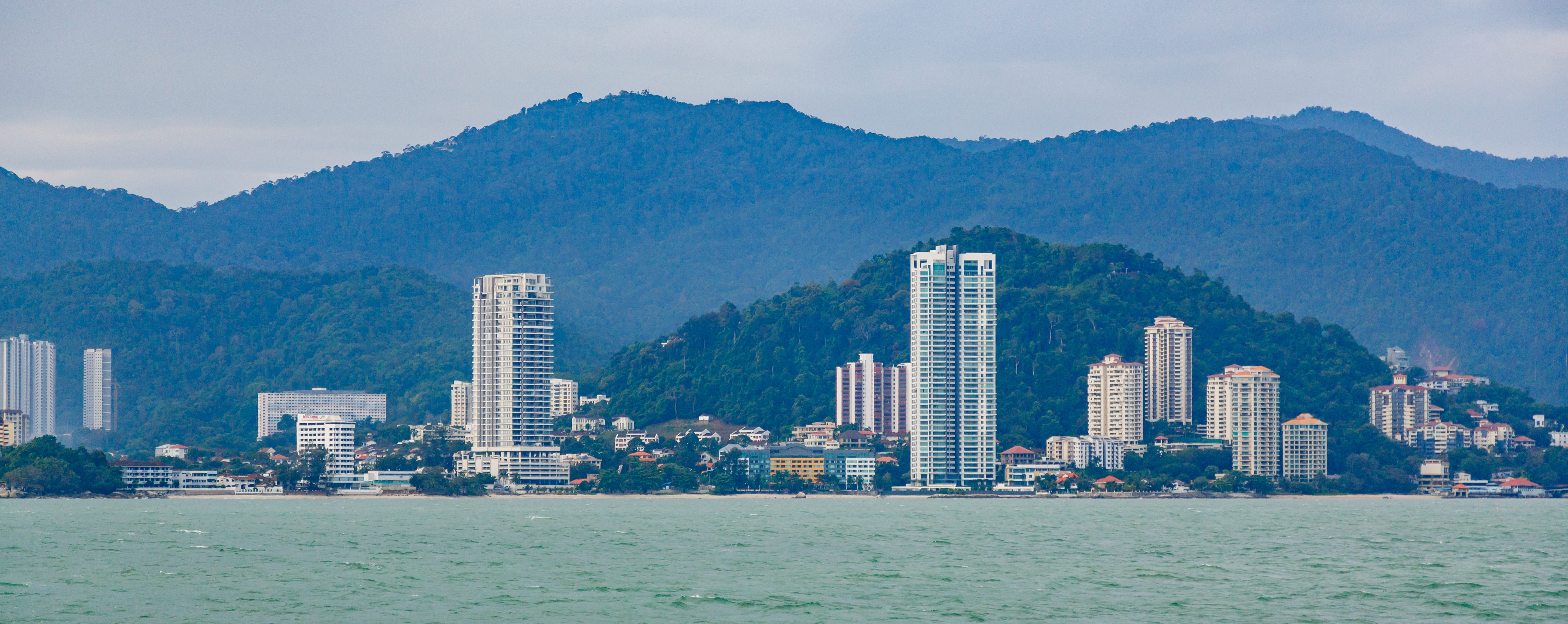
Penang
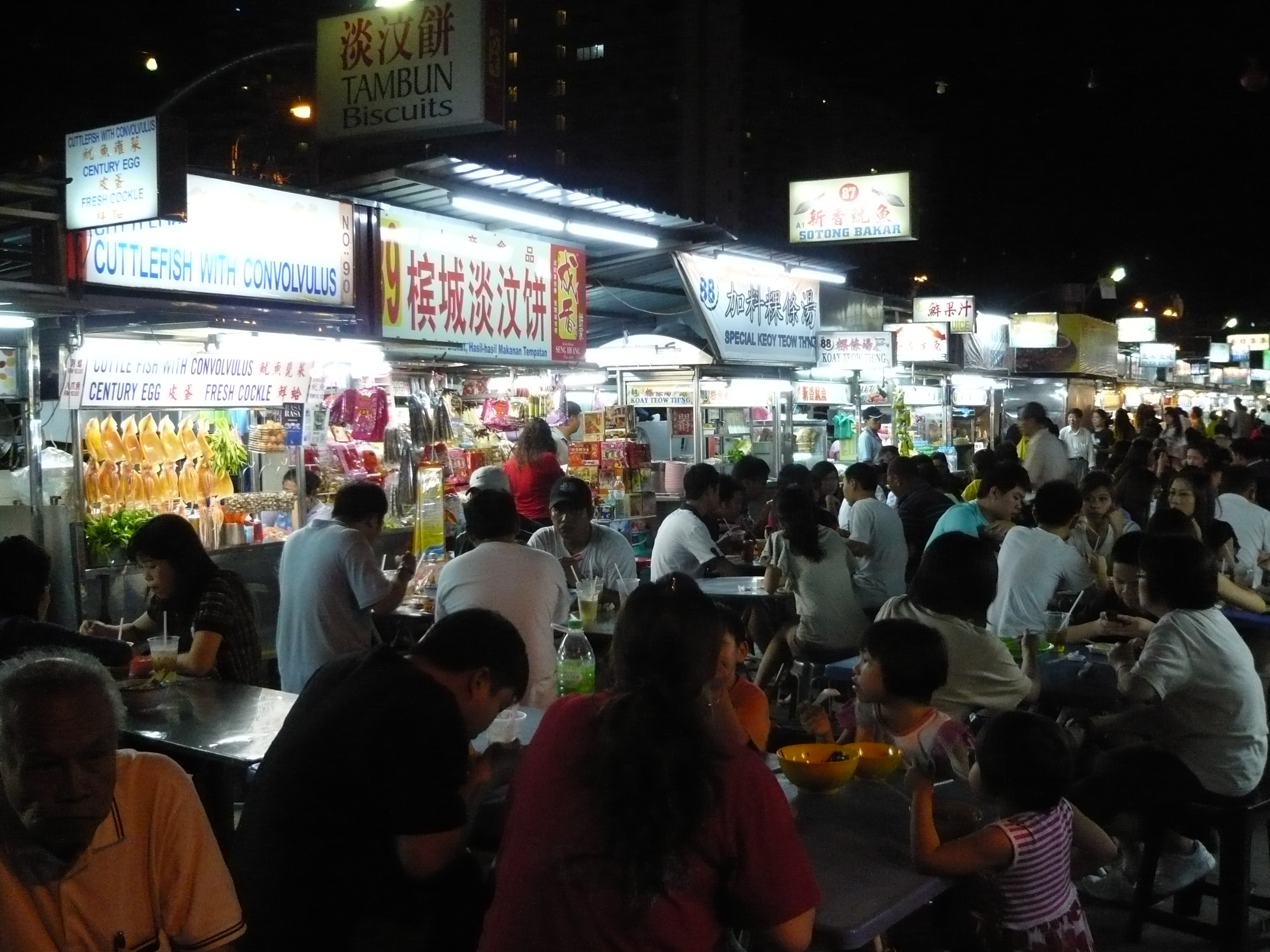
Kuchyně Penangu je vyhlášená
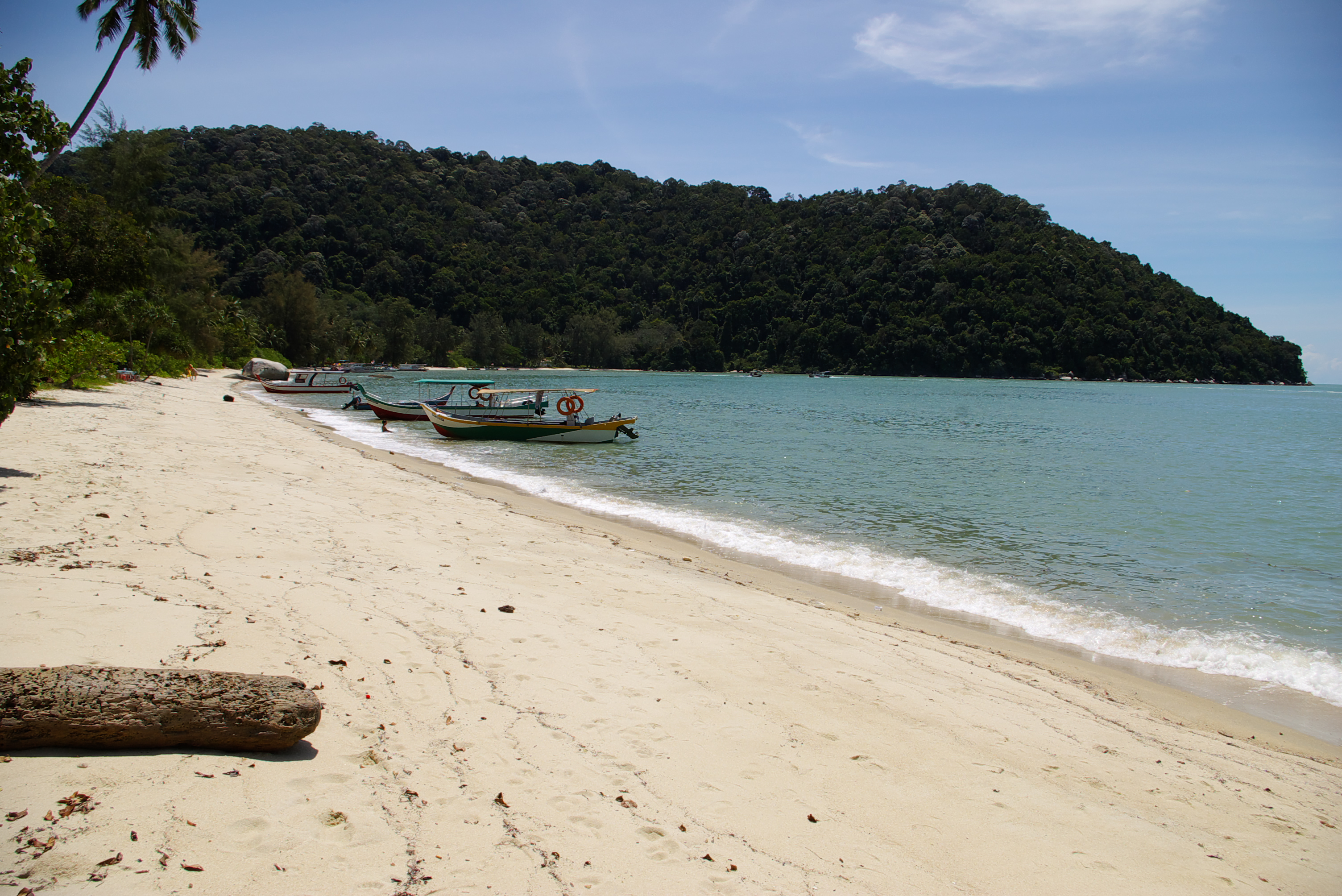
Národní park Penang
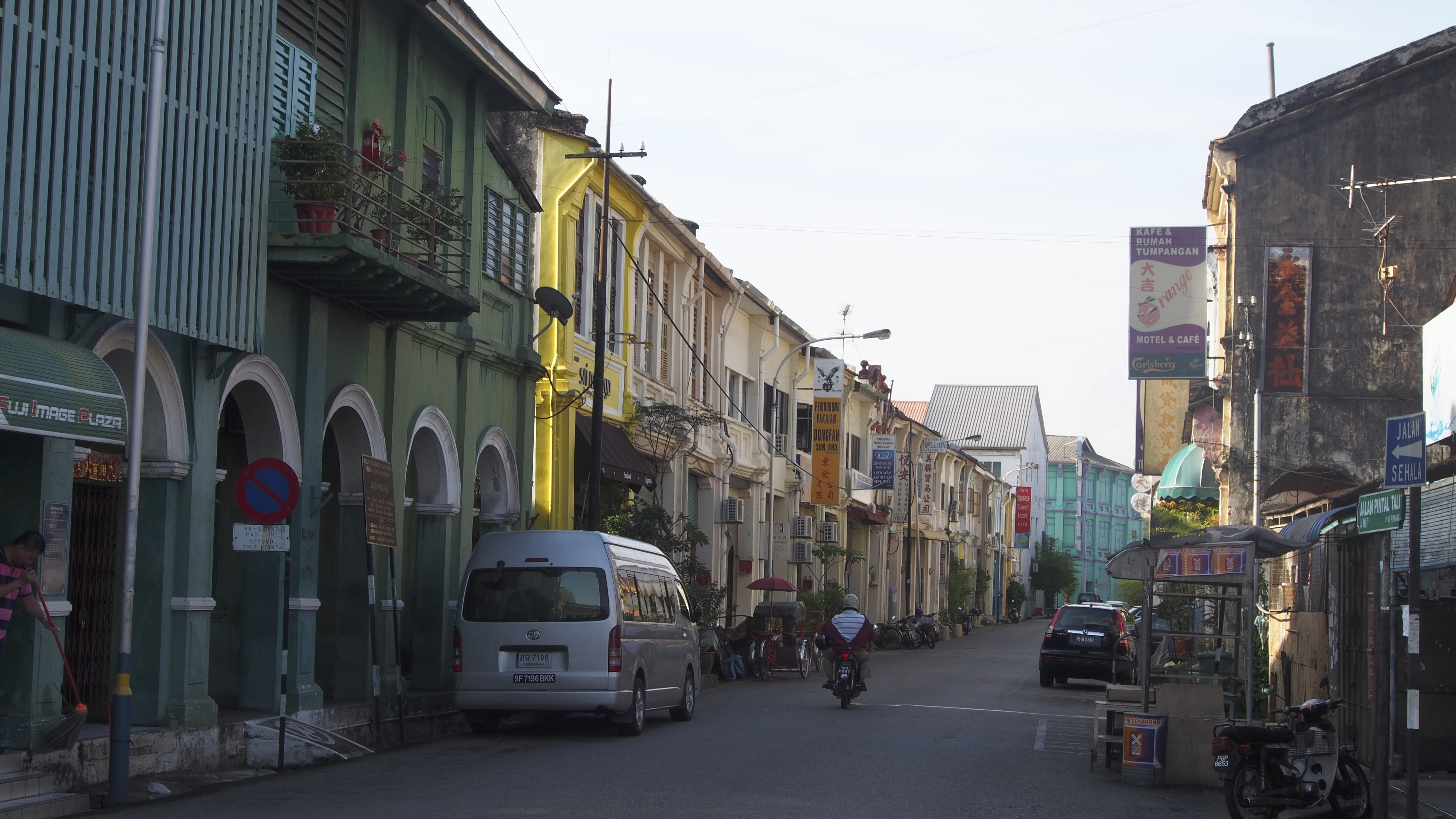
George Town, Penang
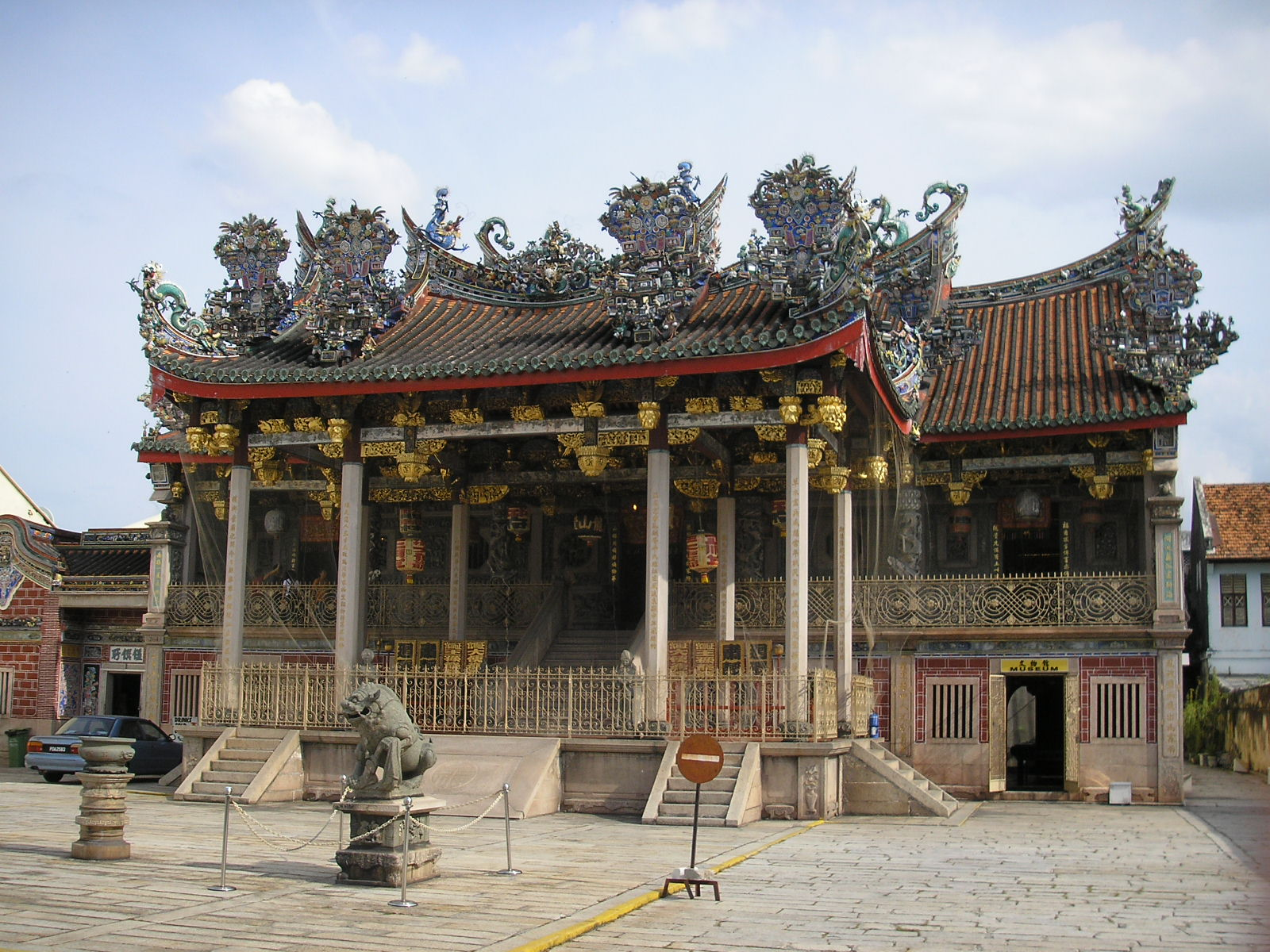
Khoo Kongsi, čínský Penang
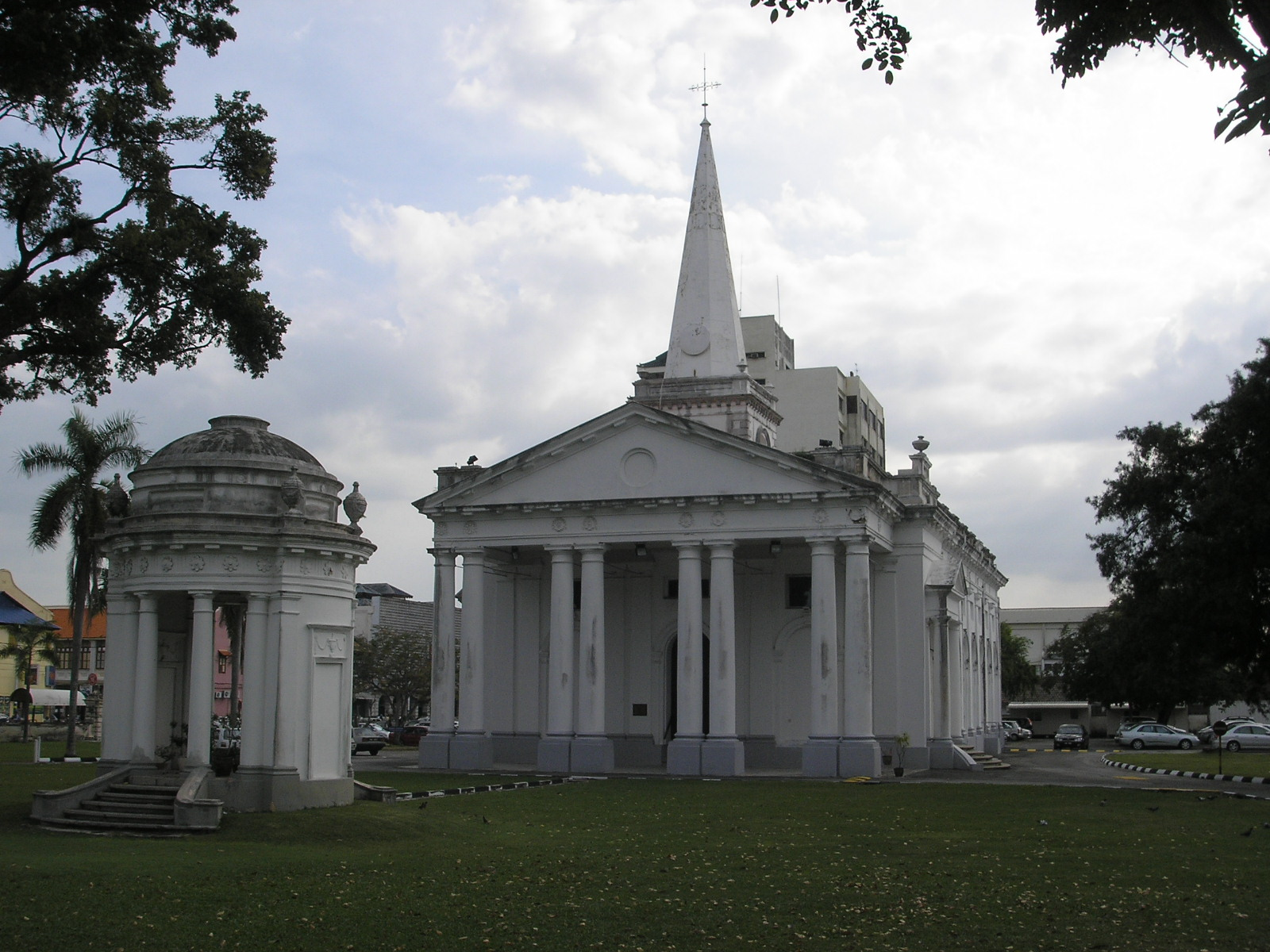
St. George's Church Penang, nejstarší anglikánský kostel v jihovýchodní Asii
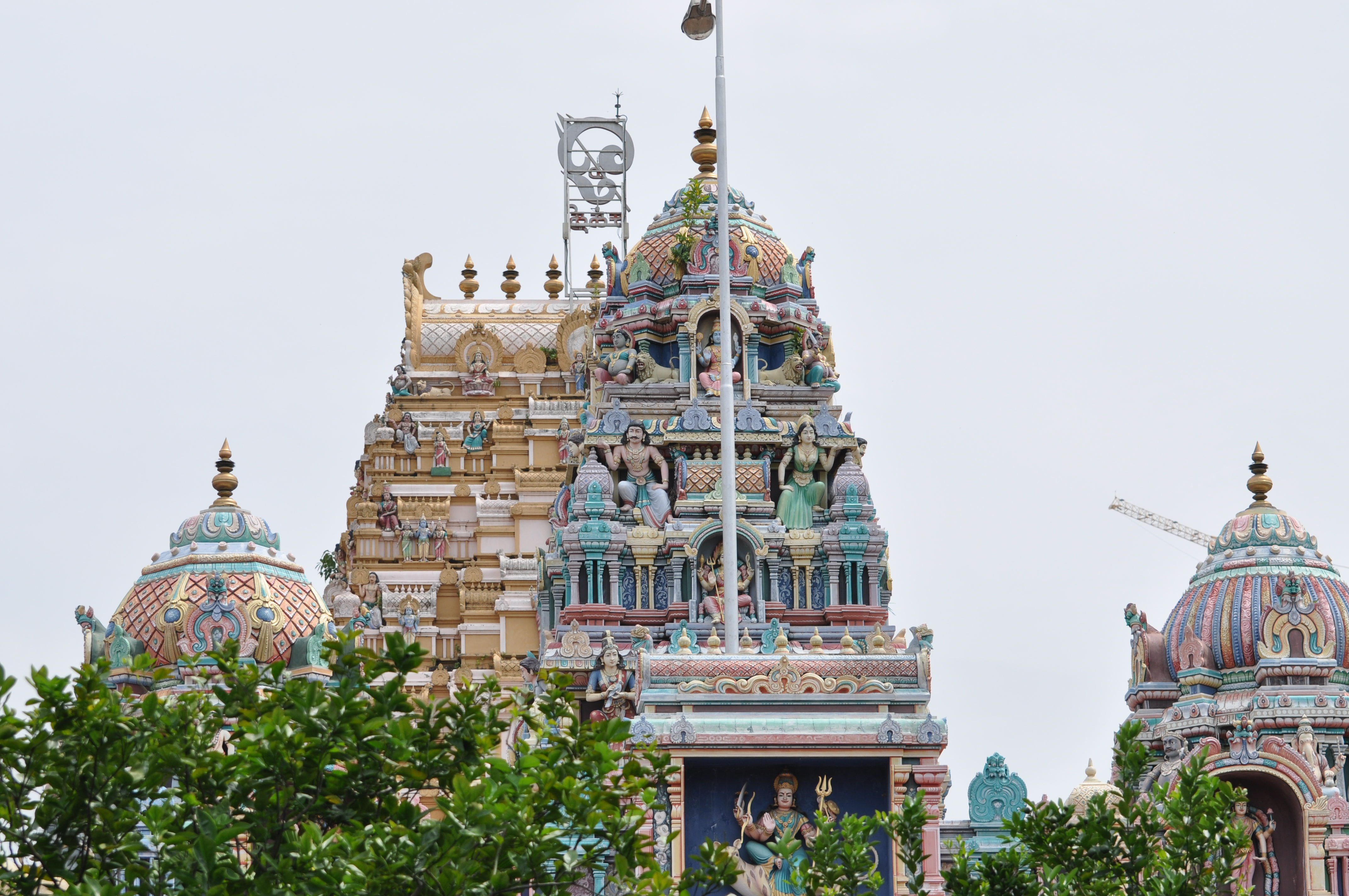
Indický Penang
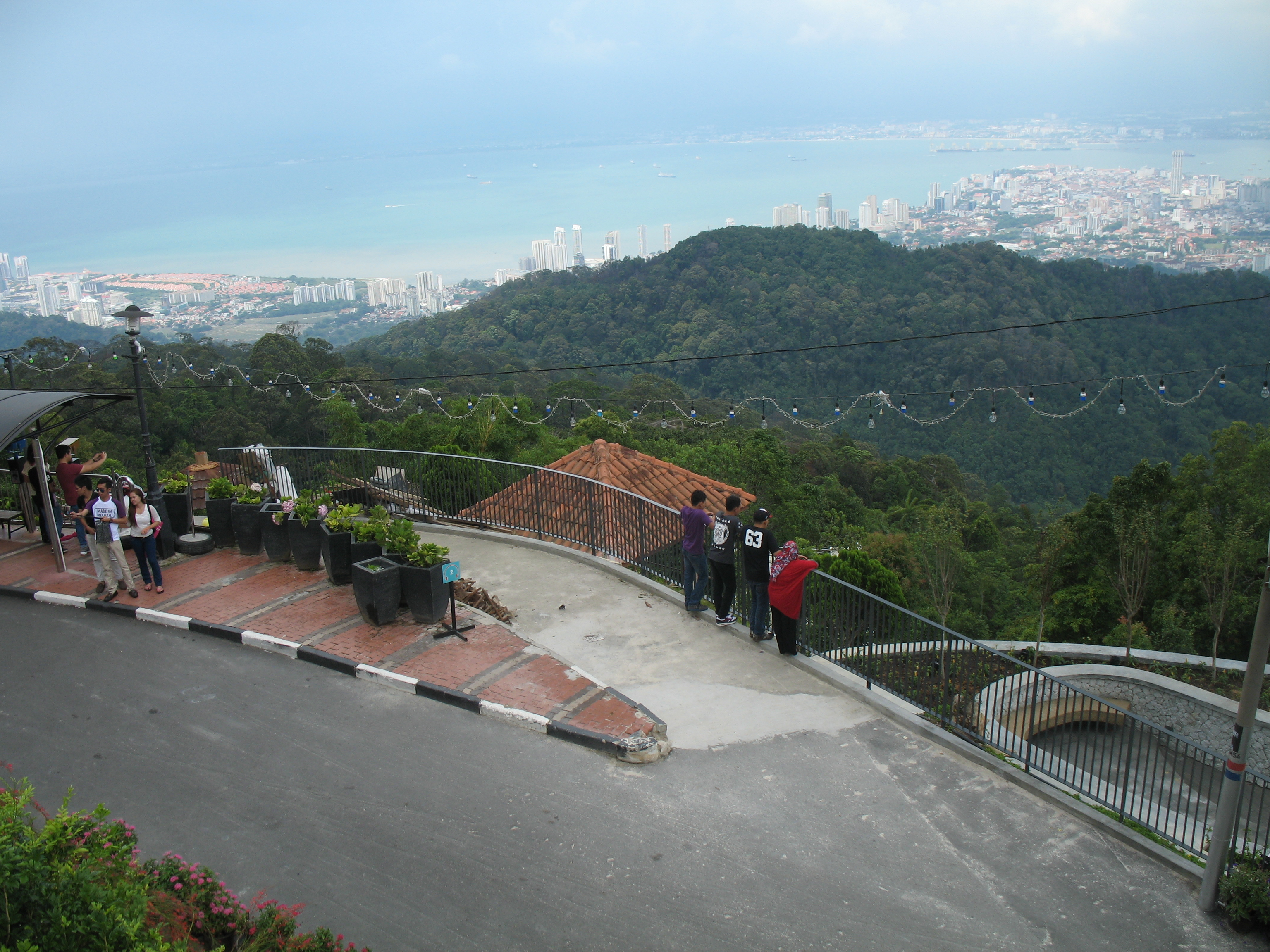
Výhled z Penang Hill